# إبراهيم الشيرازي
الميرزا إبراهيم بن صدر الدين محمد بن إبراهيم قوّام الشيرازي (ت. 1070 هـ). هو رجل دين وفقيه ومتكلم ومُفَسِّر شيعي إيراني وهو ابن الفيلسوف المشهور ملا صدرا وقد تتلمذ عليه، ويُنقل عنه أنه كان ضد طريقة والده ومسلكه في التصوف والحكمة،(1) فيقول عنه تلميذه نعمة الله الجزائري: ”كان اعتقاده في الأصول خيرا من اعتقاد والده وكان يمتدح ويقول «اعتقادي في أصول الدين مثل اعتقاد العوام» و قد أصاب في هذا التشبيه“، وقد أكثر جمعٌ من علماء الشيعة في مدحه والطعن في أبيه حتى قيل فيه أنه مصداقٌ للآية يُخْرِجُ الْحَيَّ مِنَ الْمَيِّتِ، وآخرون يرفضون هذا القدح في أبيه، وهذا الانقسام راجعٌ إلى انقسام المدارس الفكرية الشيعية حول التصوّف والفلسفة والعرفان.(2)

## تلامذته
1. نعمة الله الجزائري.[3] ذكر الجزائري تتلمذه على يد الشيرازي ونقل ذلك محسن الأمين في موسوعته أعيان الشيعة فيقول: ” لما وردت شيراز لم أصل الا إلى ولد صدر الدين واسمه ميرزا إبراهيم وكان جامعا للعلوم العقلية والنقلية فأخذت عنه شطرا من الحكمة والكلام وقرأت عليه حاشية على حاشية شمس الدين الخفري على شرح التجريد..“.[1]

## مؤلفاته
| - العروة الوثقى في تفسير القرآن. ذكر هذا الكتاب آغا بزرگ الطهراني في الذريعة، وعمر كحالة في معجم المؤلفين. - تفسير آية الكرسي. ذكره آغا بزرگ الطهراني في الذريعة نقلاً عن تتميم أمل الآمل لعبد النبي القزويني. - حاشية على شرح اللُمْعة إلى الزكاة. - حاشية على إلهيات الشفا. | - حاشية على حاشية الخفري على شرح التجريد. حاشية على كتاب الحاشية الخفرية على الشرح الجديد للتجريد لشمس الدين محمد بن أحمد الخفري، وكتابه في الأصل حاشيةٌ كذلك على كتاب الشرح الجديد للتجريد الذي يُسمّى كذلك شوارق الإلهام لعلاء الدين علي بن محمد القوشچي. - حاشية على رسالة إثبات الواجب. هذا الكتاب حاشيةٌ على كتاب إثبات الواجب الجديد لجلال الدين الدواني. |

## الهوامش
- 1 - هنالك تباينٌ شديد بين المدارس الفكرية الشيعية حول التصوف فبعضهم يرفضونه ويذمُّونه وينسبون بعض الشيعة إلى التصوف، وبعضهم يقبلون التصوف كمنهج عملي. يقول شهاب الدين المرعشي النجفي: ”عندي أن مصيبة الصوفية على الإسلام من أعظم المصائب، تهدمت بها أركانه وانثلم بنيانه وظهر لي بعد الفحص الأكيد والتجول في مضامير كلماتهم والوقوف على ما في خبايا مطالبهم والعثور على مخبياتهم بعد الاجتماع برؤساء فرقهم أن الداء سرى إلى الدين من رهبة النصارى فتلقاه جمع من العامة كالحسن البصري والشبلي ومعروف وطاووس والزهري وجنيد ونحوهم ثم سرى منهم إلى الشيعة حتى رقى شأنهم وعلت راياتهم بحيث ما أبقوا حجراً على حجر من أساس الدين، أولوا نصوص الكتاب والسنة وخالفوا الأحكام الفطرية العقلية والتزموا بوحدة الوجود؛ بل الموجود“.[11] ويُترجم للملا صدرا بأنه كان من الصوفية، فيقول علي البروجردي في كتابه طرائف المقال مترجماً للملا صدرا: ”محمد بن إبراهيم صدر الدين المعروف بملا صدرا كان حكيماً فلسفياً صوفياً بحتاً“.[12]

- 2 - البعض رفض هذا القدح كمحسن الأمين الذي قال تعليقاً على ذلك: ”أقول قوله مصداق يُخْرِجُ الْحَيَّ مِنَ الْمَيِّتِ يشير إلى ما نسب إلى ملا صدرا من بعض الكلمات المنافية لظاهر الشريعة كما يجيء إن شاء الله في ترجمته ويمكن ان يكون لها محمل صحيح، والقدح لا يجوز بغير الأمر الصريح“.[1] والبعض الآخر يقول أن ما يُصطلح عليه بمصطلح العرفان يختلف عن التصوّف وأن مُلّا صدرا كان عرفانياً، ولم يكن صوفياً ويستدلون بكتاب كسر أصنام الجاهلية حيث يقولون أن ملا صدرا انتقد فيه المتصوفة وآرائهم، وذلك بغية تفريقهم عن العرفانيين.

### الكتب
- الذريعة إلى تصانيف الشيعة. آغا بزرگ الطهراني، طبع بيروت - لبنان، 1403 هـ / 1983 م، منشورات دار الأضواء.
- تتميم أمل الآمل. عبد النبي القزويني، طبع قم - إيران، عام 1407 هـ، منشورات مكتبة آية الله المرعشي النجفي.
- مرآة الكتب. علي التبريزي، طبع قم - إيران، عام 1414 هـ، منشورات مكتبة آية الله المرعشي النجفي.
- الكنى والألقاب. عباس القمي، طبع طهران - إيران، تاريخ الطبع مفقود، منشورات مكتبة الصدر.
- أعيان الشيعة. محسن الأمين، طبع بيروت - لبنان، تاريخ الطبع مفقود، منشورات دار التعارف.

### إشارات مرجعية
1. 1 2 3  الأمين، محسن. أعيان الشيعة - ج2. ص. 202. مؤرشف من الأصل في 2019-12-09.
2. ↑  التبريزي، علي. مرآة الكتب. ص. 124. مؤرشف من الأصل في 2019-02-25.
3. ↑  الجزائري، نعمة الله. نور البراهين - ج1. ص. 26. مؤرشف من الأصل في 2019-12-09.
4. ↑  الطهراني، آغا بزرگ. الذريعة إلى تصانيف الشيعة - ج15. ص. 249. مؤرشف من الأصل في 2020-01-10.
5. 1 2 3 4 5  كحالة، عمر. معجم المؤلفين - ج1. ص. 81. مؤرشف من الأصل في 2019-12-09.
6. ↑  القزويني، عبد النبي. تتميم أمل الآمل. ص. 52. مؤرشف من الأصل في 2019-12-09.
7. ↑  الطهراني، آغا بزرگ. الذريعة إلى تصانيف الشيعة - ج4. ص. 329. مؤرشف من الأصل في 2020-03-13.
8. ↑  القمي، عباس. الكنى والألقاب - ج2. ص. 411. مؤرشف من الأصل في 2019-12-09.
9. ↑  الطهراني، آغا بزرگ. الذريعة إلى تصانيف الشيعة - ج6. ص. 64. مؤرشف من الأصل في 2020-05-11.
10. ↑  الطهراني، آغا بزرگ. الذريعة إلى تصانيف الشيعة - ج6. ص. 113. مؤرشف من الأصل في 2020-05-11.
11. ↑  المرعشي النجفي، شهاب الدين. شرح إحقاق الحق - ج1. ص. 185. مؤرشف من الأصل في 2019-12-09.
12. ↑  البروجردي، علي. طرائف المقال - ج1. ص. 80. مؤرشف من الأصل في 2019-12-09.